# سياحة رياضية
السياحة الرياضية هي نوع جديد ينحدر من كلا الناحيتين الناحية السياحية والناحية الرياضية . بالنسبة للناحية السياحية فهو طريقة جديدة لجدولة السياحة ولكن بشكل رياضي فبالنسبة للسياحة الرياضية .. فهي تعني الذهاب إلى بلد ما للقيام بممارسة نوع معين من الرياضة إما أنها موجودة فقط في ذلك البلد أو من يشابهه أو بسبب الرغبة في الذهاب إلى هذا البلد أولا بسبب أنه هو البلد المختار للسياحة وثانيا للعب وممارسة الرياضة المطلوبة في نفس البلد .. وكمثال عليها فمن يذهب إلى بلاد الثلج القارص من السياحة أن يذهب للتزلج على الجليد أو التزلج على الثلج. ولا تقتصر السياحة الرياضية على ممارسة الرياضة فقط فهناك من يهوى المشاهدة مثلا السفر لبلد ما لحضور مقابلة أو منازلة في رياضة معينة فبالتالي تعتبر سياحة .